# ŽNK Vihor Jelisavac
ŽNK Vihor, ženski je nogometni klub iz Jelisavca, naselja u sastavu grada Našica u Osječko-baranjskoj županiji‎.

## Povijest
Ženski nogometni klub Vihor osnovan je 2002. godine. Igrale su u 2. HNLŽ istok, u sezonama 2003./04., 2004./05., 2006./07., 2008./09.
Klub je trenutačno u stanju mirovanja. 